# Grecia en los Juegos Paralímpicos de Salt Lake City 2002
Grecia estuvo representada en los Juegos Paralímpicos de Salt Lake City 2002 por un deportista masculino. El equipo paralímpico griego no obtuvo ninguna medalla en estos Juegos.